# Айполово
Айпо́лово (рос. Айполово) — присілок у складі Каргасоцького району Томської області, Росія. Входить до складу Нововасюганського сільського поселення.

## Населення
Населення — 5 осіб (2010; 20 у 2002).
Національний склад (станом на 2002 рік):
- селькупи — 35 %
- ханти — 25 %